# Лопатин, Василий Вадимович
Васи́лий Вади́мович Лопа́тин (род. 19 ноября 1989 года) — российский рок-музыкант,  наибольшую известность получил когда был гитаристом в составе московской панк-рок группы «Тараканы!». Также был гитаристом групп Lazy Bitches, Male Factors, Pretty Fly, а также супергруппы «Ракеты из России». Сейчас является участником группы НАИВ

## Биография
Родился 19 ноября 1989 года в наукограде Реутов (Москва). Учился в школе самоопределения № 734, находящейся по адресу: Москва, Сиреневый бульвар,  д. 58А. Буква класса: «А».
В возрасте семи лет Василий начал обучаться в музыкальной школе по классу гитары. Его преподавателем стал Анатолий Кузьмич Шведов, а позже Геннадий Алексеевич Фетисов.
В школе преподавал в кружке «Школа Рока». Изначально в «Школе Рока» начал работать Алексей Прокопьев в качестве техника-звукорежиссёра.  Потом, по мере обоснования, стали приходить и остальные. Вместе с друзьями Алексеем Прокопьевым и Игорем Хацаюком организовали коллектив Pretty Fly. Позже к ним присоединился Сергей Батраков. Сейчас группа в творческом отпуске. В 2008 году становится участником группы Lazy Bitches, где играл вместе с Дмитрием Спириным, позже предложившим Василию место гитариста в группе «Тараканы!» Изначально, Василий познакомился с Дмитрием на так называемых рок-н-ролл дискотеках, которые устраивал лидер «Тараканы!».  Молодой музыкант часто посещал эти мероприятия, а однажды с другом, собирающимся монтировать фильм о рок-музыке, даже брал интервью у Дмитрия Спирина. Но более тесное их знакомство всё-таки произошло благодаря Lazy Bitches.
В 2010 году он приходит в «Тараканы!» вторым гитаристом.  Первое выступление с группой состоялось на фестивале Kubana в 2010 году.
В 2010 году Василий становится участником группы Male Factors.С ними впервые выступает на фестивале «Нашествие»
Также в 2010 вместе с Дмитрием Спириным, Николаем Стравинским и Николаем Богдановым создаёт  проект «Ракеты из России», специализирующийся на кавер-версиях  известных рок-композиций.
В мае 2019 года группа «Тараканы!» заявила что Василий покидает её состав.

## Гитары
Первой электрогитарой Василия был Ibanez, подаренный его друзьями. Сейчас музыкант использует  Fender Stratocaster, Gibson SG и электроакустическую гитару Lag. Есть и другие гитары, не участвующие в концертной деятельности.

## Дискография

### Pretty Fly
Изданные песни:
- In a Trap
- Today
- Alcohol
- Piece Of Day
- I'm Not the Only One

### Тараканы!
- 2010: «Собачье сердце»
- 2011: «Спасибо тебе!»
- 2013: MAXIMUMHAPPY I
- 2013: MAXIMUMHAPPY II
- 2014: Russian Democrazy
- 2013: MAXIMUMHAPPY Live
- 2016: «Сила одного»
- 2016: «Солидный панк-рок для солидных господ»
- 2017: «Много шума из ничего»
- 2017: Larger Than… Live: 25th Anniversary Show
- 2018: Among Other Zeros and Ones

### Lazy Bitches
- 2009: Good Luck

### Ракеты из России
- 2011: «Отцы и Deadы: Часть 1»
- 2012: «Отцы и Deadы: Часть 2»
- 2013: «Отцы и Deadы: Часть 3»